# Liste der Monuments historiques in Gueberschwihr
Die Liste der Monuments historiques in Gueberschwihr führt die Monuments historiques in der französischen Gemeinde Gueberschwihr auf.

## Liste der Bauwerke
| Bezeichnung         | Beschreibung | Standort                    | Kennzeichnung | Schutzstatus   | Datum     | Bild           |
| ------------------- | --- | --------------------------- | ------------- | -------------- | --------- | -------------- |
| Wohnhaus            | Portal, bezeichnet 1573 und 1604; Treppenturm, bezeichnet 1605 | 18 rue Haute (Lage)         | PA00085434    | Inscrit        | 1934      | weitere Bilder |
| Kirche St-Pantaléon | romanischer Glockenturm und Reste des Querschiffs, erstes Drittels des 12. Jahrhunderts; neoromanisches Schiff und Chor, 1874 bis 1877, Entwurf Jean-Baptiste Schacre                                | Place de l’Église (Lage)    | PA00085433    | Classé Inscrit | 1841 2019 | weitere Bilder |
| Wohnhaus            | an der Fassade aus dem 18. Jahrhundert: vier Reliefs, um 1600 | 4 rue du Nord (Lage)        | PA00085436    | Inscrit        | 1934      | weitere Bilder |
| Weingut             | Weingut des 18. Jahrhunderts mit möglicherweise mittelalterlichen Teilen; im ersten Obergeschoss handkolorierte Panoramatapete mit Jagdszenen, Mitte des 19. Jahrhunderts, von Zuber et Cie gedruckt | 10 rue des Forgerons (Lage) | PA68000019    | Inscrit        | 1999      | weitere Bilder |
| Wohnhaus            | Treppenturm, bezeichnet 1619 | 9 place de la Mairie (Lage) | PA00085435    | Inscrit        | 1934      | weitere Bilder |
| Brücke              | sogenannte Pferdeschwemme; bezeichnet 1538 | Place de la Mairie (Lage)   | PA00085437    | Inscrit        | 1934      | weitere Bilder |

## Liste der Objekte
| Bezeichnung      | Beschreibung                              | Standort                          | Kennzeichnung | Schutzstatus | Datum | Bild |
| ---------------- | ----------------------------------------- | --------------------------------- | ------------- | ------------ | ----- | ---- |
| Prozessionskreuz | Silber und Holz, 16. oder 17. Jahrhundert | in der Kirche St-Pantaléon (Lage) | PM68000071    | Classé       | 1975  |      |